# Болести пчела
Најчешће пчелиње болести су:
- Вирусне болести
  - Хронична парализа
  - Акутна парализа
  - Остали вируси пчела
- Бактеријске болести
  - Септикемија
  - Паратифус
  - Мајска болест
- Болести изазване гљивама
  - Аспергилоза
  - Ноземоза
- Болести изазване протозоама
  - Амебна болест
- Болести изазване грињама и инсектима
  - Акароза
  - Варооза
  - Тропилаелапс клаерае
  - Сенотенијаза
- Болести легла
  - Бактеријске болести
    - Америчка куга
    - Европска куга

  - Болести изазване плеснима
    - Камено легло
    - Кречно легло

  - Вирусне болести
    - Мешинасто легло
- Болести матице
  - Меланоза

Штеточине могу бити:
- Осе и стршљенови
- Пчелињи мрави
- Тврдокрилци
- Пчелиња ваш
- Мала кошницина буба
- Велики и мало восков мољац
- Други инсекти
- Птице
- друге животиње

Тровања пчела
- Тровања пчела хемијским средствима
- Тровање пчела на паши